# ТЕС Бір-Мшерга
36°27′46.7″ пн. ш. 10°3′19.1″ сх. д. / 36.462972° пн. ш. 10.055306° сх. д.
ТЕС Бір-Мшерга – теплова електростанція в Тунісі. Розташована неподалік від столиці країни міста Туніс, за три десятка кілометрів на південний захід від нього. У містечку Бір-Мшерга
Станція, перші блоки якої запрацювали у 1997 році, започаткувала низку туніських газотурбінних ТЕС. Спершу тут встановили дві газові турбіни компанії General Electric типу 9001E потужністю по 120 МВт.
Призначені для роботи у відкритому циклі, блоки станції мали низький коефіцієнт паливної ефективності – 28%, поступаючись не лише станціям комбінованого циклу, але і ряду туніських конденсаційних електростанцій. Проте на початку  2010-х на тлі стрімкого зростання енергоспоживання в країні, вирішили подвоїти потужність станції шляхом встановлення ще двох таких же турбін. Нові блоки 3 та 4, введені в експлуатацію у 2013 році, спорудили лише за 6 місяців.